# 稲野一美
稲野 一美（いなの かずみ、1973年3月9日 - ）は、パーソナリティー、レポーター、着物モデル。
本名は配偶者が一般人のため公開されていない。稲野は旧姓。うお座のO型。愛称いなっち。

## 経歴
京都市出身のフリーアナウンサー。奈良県在住。
龍谷大学在学中の1994年に「京都着物の女王」に選ばれたのをきっかけに着物モデルをはじめる。
1995年龍谷大学を卒業し、1997年龍谷大学大学院を修了する。専攻は日本古代史。
大学院在学中にテレビ・ラジオに出演し、タレント活動を開始。
ほぼ同時に、モータースポーツの場内実況アナウンサーとしても活動開始。
イベントや式典の司会を行う。
趣味はドライブ、社寺史跡めぐり、ゴルフ、俳句
歴史好きで社寺・史跡にも詳しく、京都検定、お寺検定ともに2級。
京都の歴史ガイドツアーの企画やガイドもつとめる。
1996年よりモータースポーツの場内アナウンサーとして活動し、
レーシングカートの実況では全日本選手権を担当。
2016年より、TOYOTA　GAZOO　Ｒａｃｉｎｇ　86/BRZ　Race　を
シリーズ全戦で実況を担当し、テレビにも出演している。
デビュー当初の所属はオフィスＣＨＫ
京都CHKアナウンススクールでは和泉夏子と一緒だった。
KBS京都ラジオ、MBSラジオ、ラジオ大阪などでは生放送を中心に出演。
テレビでは歴史の知識を生かした番組に数多く出演する。
「松井桂三のさんさんわいど」アシスタントをしていたときにレーシングカート仲間の男性と電撃結婚。
2006年に独立してフリーランスに
2008年は「とっぴもナイト」「さんさんわいど滋賀 Wish」のパーソナリティーを産休したが、2009年1月より復帰。
2010年には第2子を出産し、同年秋に復帰した。
出演番組は（出産時を除いて）番組そのものが終了するまで降板したことがない

## 主なレギュラー番組
- Ｊ－ＳＰＯＲＴＳ３　「ＭＯＴＯＲ　ＧＡＭＥＳ」
- KBS京都テレビ
  - 「とっぴもナイト」
  - 「京の詩季彩」
  - 「悠遊京都」
  - 「Newsわいど京都」　お天気担当
- KBS京都ラジオ
  - 「池田幾三のおたすけラジオ～！」『はりきり調査員』1995年～2002年12月
  - 「林ひろしのミュージックスパイス」アシスタント
- KBS滋賀製作ラジオ番組
  - 「さんさんわいど滋賀」パーソナリティー
  - 「ケツカッチン(和泉修・高山トモヒロ)のラジオ七福神」アシスタント2003年1月～2005年3月25日
  - 「おーい！びわこ！純瓶・一美のぐるっと琵琶湖」パーソナリティー2005年4月1日～2006年3月29日
  - 「松井桂三のさんさんわいど」アシスタント(水木担当) 2006年4月3日～2007年3月29日
  - 「さんさんわいど滋賀wish」パーソナリティー(水曜日担当) 2007年4月4日～2008年5月21日・2009年1月7日～2009年3月25日
- MBSラジオ
  - 「ミスタートラ・唐渡吉則のOH!艶歌」アシスタント
  - 「唐さんの毎度OHきに」アシスタント
- ラジオ大阪
  - 「近畿・道ものがたり」パーソナリティー
- eo光テレビ
  - 「歴史ろまん紀行」
- Sports-iESPN
  - 「M4.TV」
  - 「Racingkart　TV」
- JR西日本 新幹線車内放送番組
  - 「ザ・レールサウンド」
  - 「ヒットソングチャンネル」

## その他
- レースアナウンサー（場内実況）
  - 鈴鹿サーキットを中心にレーシングカート・2輪・4輪のレースのアナウンスやイベント実況
  - レーシングカートでは、FIK-CIAワールドカップカートレースなど国際レースをはじめ、
  - オートバックス全日本カート競技選手権、
  - トヨタＳＬカートミーティング全国大会　など国内の主要大会で実況を務める
  - 近年は「ツールド熊野」「大台ケ原ヒルクライム」など自転車ロードレースでもＭＣをつとめる
- 表彰式司会
  - 2007年JAFモータースポーツ表彰式
  - 近畿地域カートレース合同表彰式など
- 式典司会
  - 京都マラソンオープニングイベント総合司会
  - 第29回全国土地改良大会京都大会
  - 龍谷大学創立370周年記念式典　など
- トークショー
  - 加賀まり子・川藤幸三・眞鍋かをり・赤井英和・原千晶・大平光代・近藤雅彦・新井敏弘　など
- イベント司会
  - アスティ京都グランドオープン
  - 東京オートサロン・大阪オートメッセ2008 ダンロップファルケンブース総合司会
  - TOYOTA　DENSO　F1パブリックビューイング解説 　など
- ナレーション
  - 京都市消防局VP、NTT西日本VP　など
- DVD
  - 『中村久子と歎異抄』鼎談出演
- 歴史ガイド
  - 京都・歴史の知識を生かし、ガイドツアーにゲストガイド出演